# Hunzen
Hunzen ist ein Ortsteil der Gemeinde Halle im niedersächsischen Landkreis Holzminden.
Der Ort befindet sich in der Ithbörde im Weserbergland rund 2 km südöstlich von Halle. Die B 240 verläuft 1 km entfernt südwestlich.

## Geschichte
Am 1. Januar 1973 wurde Hunzen in die Gemeinde Halle eingegliedert.

## Sehenswürdigkeiten
- Die 1592 erbaute Maria-Magdalena-Kirche wurde im Jahr 1738 als flachgedeckter Rechtecksaal grundlegend wiederhergestellt. Dazu gehörte ein quergelagerter Westturm und ein Fachwerkaufsatz. Neben einer romanischen Glocke ist eine kleinere vorhanden, die auf das Jahr 1617 datiert ist.[2]